# Reinhold von Lüdinghausen
Reinhold Freiherr von Lüdinghausen genannt Wolff (auch: Reinhold von Lüdinghausen-Wolff) (* 10. Februar 1900 in Gumbinnen; † 14. Februar 1988) war ein deutscher Bankmanager.
Er war Mitarbeiter der Dresdner Bank, später Vorstandsmitglied der „Böhmischen Escompte-Bank und Credit-Anstalt (BEBCA)“ und neben Walter Pohle (Deutsche Bank) und Karl Rasche (Dresdner Bank) einer der Hauptakteure der Arisierungen ab März 1939 im besetzten Sudetenland in der Zeit des Nationalsozialismus. Er entging der Entnazifizierung durch Flucht. Nach der Befreiung vom Nationalsozialismus arbeitete er zunächst für Banken in Argentinien und Paraguay, später wurde er Filialleiter in Hannover.

## Leben

### Frühe Jahre
Von Lüdinghausen diente noch 1918 als Leutnant im 1. Garde-Regiment zu Fuß der preußischen Armee im Ersten Weltkrieg. Er wurde 1925 Prokurist in einem Amsterdamer Bankhaus. Danach verwaltete er zwischenzeitlich das landwirtschaftliche Gut der Familie in der Lausitz.

### Zeit des Nationalsozialismus
Um Ende 1931 wurde er Mitglied der NSDAP und führte als Ortsgruppenleiter den Reichstagswahlkampf für die NSDAP in der Lausitz.
Nach der Machtübergabe an die Nationalsozialisten 1933 wurde er als Filialleiter für die Nürnberger Niederlassung der Dresdner Bank eingestellt, weil der Bankvorstand in der „Stadt der Reichsparteitage“ die jüdischen leitenden Angestellten entlassen wollte. 1934 wurde er Vorsitzender des Aufsichtsrates der Victoria-Werke AG Nürnberg. In dieser Funktion drängte er den jüdischen Direktor und Mitglied des Vorstandes Franz Ottenstein, Sohn des Firmengründers Max Ottenstein, aus seinen Ämtern.
Danach war er ab 1935 Leiter von Filialen der Dresdner Bank in Düsseldorf und Essen, dann Dresden und ab 1938 in Reichenberg im besetzten Sudetenland, dort 1939 Gebietsdirektor. Nach dem Ende September 1938 geschlossenen Münchner Abkommen, mit dem die Tschechoslowakei das Sudetenland abtreten musste, strebte das Reichswirtschaftsministerium die sogenannte „Arisierung“ des dortigen Bankwesens an. Die deutschen Staatsfinanzen waren infolge der von der Hitler-Regierung betriebenen maßlosen Rüstungspolitik notorisch klamm. Daher wurde nach jeder gewaltsamen Besetzung eines dem Deutsche Reich benachbarten Landes, mit großer Eile das betreffende Land wirtschaftlich ausgeschlachtet (Beschlagnahmung der Goldreserven der jeweiligen Staatsbanken, Übernahme bedeutender Wirtschaftsbetriebe etc.), um die deutsche Staatskasse zu sanieren bzw. zu entlasten und den nahenden Finanzkollaps hinauszuzögern.
Von Lüdinghausen organisierte 1938 die Übernahme der Filialen in den sudetendeutschen Gebieten durch die Dresdner Bank, unter deren maßgeblichem Einfluss die BEBCA ab März 1939 in eine deutsche Bank umgewandelt wurde. Die Bank war in der Folgezeit ein Instrument der deutschen Wirtschaftsinteressen im Protektorat vor allem bei „Arisierungsvorgängen“ und bei der Förderung deutscher Industrieunternehmen.
1939 wurde er Vorstandsmitglied der Böhmische Escompte-Bank. in der besetzten Tschechoslowakei. Im Reichsprotektorat Böhmen und Mähren wurde er auch stellvertretender Vorsitzender des Verwaltungsrates von Škoda in Pilsen. In Ungarn wurde er Präsident der „Ungarische Blechemballagenwerke AG“ in Győr.

### Nach der Befreiung vom Nationalsozialismus
Nach 1945 war er zunächst für Banken in Argentinien und Paraguay tätig und entging einer strafrechtlichen Verfolgung. Die Rattenlinien führten über Italien (meist von Südtirol nach Genua) oder über Spanien (das unter Herrschaft des mit Hitler verbündeten Diktators Francisco Franco stand) nach Südamerika und dort hauptsächlich nach Argentinien, wo der Sympathisant faschistischer Bewegungen Juan Perón 1946 die Präsidentschaftswahlen gewann. 1953 wurde er wieder Filialleiter der Hamburger Kreditbank AG in Hamburg und 1956 der Dresdner Bank AG in Hannover. Er wurde Vorsitzender des Aufsichtsrates der „Sichel-Werke AG“ und hielt weitere Ämter inne. Von Lüdinghausen war Ehrensenator der Technischen Hochschule Hannover.
Er starb kurz nach seinem 88. Geburtstag.

## Schriften
- Rückblick auf meinen Lebensweg in 80 Jahren unseres 20. Jahrhunderts, La Tour-de-Peilz, 1980
- Die sächsische Oberlausitz Bauten und Landschaft, Berlin : Wasmuth, 1922; Neuausg., veränd. Frankfurt : Weidlich, 1981, ISBN 3-8035-1118-6